# Jahrstedt
Jahrstedt ist eine Ortschaft und ein Ortsteil der Stadt Klötze im Altmarkkreis Salzwedel in Sachsen-Anhalt.

## Geographie

### Lage
Das Rundplatzdorf Jahrstedt liegt etwa 15 Kilometer südwestlich von Klötze in der Altmark an der Ohre in der Nähe des Feuchtgebietes Drömling geologisch auf der Calvörder Scholle.
Nachbarorte sind Böckwitz im Nordwesten, Steimke im Norden und Germenau im Osten.

### Ortschaftsgliederung
Zur Ortschaft Jahrstedt gehören der Ortsteil Jahrstedt mit dem Wohnplatz Germenau und der Ortsteil Böckwitz.

## Geschichte

### Mittelalter bis Neuzeit
Das Dorf Jahrstedt wird 1420 urkundlich als dacz dorff Jarstede erwähnt, als Markgraf Friedrich Günzel von Bartensleben in der Herrschaft Wolfsburg belehnt. Im Jahre 1492 heißt es hingegen: dat dorp to Jorstede. Weitere Nennungen sind 1687 Jarstedt und 1804 Jahrstedt. 1818 wird erstmals eine Windmühle erwähnt. 1840 existierten auch zwei Roßölmühlen und ein Schulhaus mit einem Lehrer.
Bei der Bodenreform wurden 1945 erfasst: Eine Besitzung mit über 100 Hektar hat 117 Hektar, 108 Besitzungen unter 100 Hektar haben zusammen 1427 Hektar, die Kirche hat 2 Hektar, die Gemeinde hat 1 Hektar Land. Die enteigneten 117,3 Hektar wurden auf 36 Siedler aufgeteilt, davon waren 29 Neusiedler. Bereits im Jahre 1952 entstand die erste Landwirtschaftliche Produktionsgenossenschaft, die LPG Typ III „Karl Marx“. Im Jahre 1960 bewirtschaftete die LPG Typ III 2004 Hektar, die LPG Typ I „Ohrestrand“ 137 Hektar. 1959 wurde an die LPG Typ III die LPG Typ III „Voran“ in Böckwitz angeschlossen. Die LPG Typ I wurde erst im Jahre 1967 an die LPG Typ III angeschlossen. Die LPG „Karl Marx“ betrieb 1986 die Junghennenanlage Germenau. Außerdem war die LPG Pflanzenproduktion Kunrau mit Technikstützpunkt Jahrstedt aktiv. Nach der Wende wurde im Jahre 1992 die LPG Typ III in „Agrargenossenschaft Jahrstedt eG“ umgewandelt. Sie wurde bereits am 2. August 1993 wieder aus den Handelsregister gelöscht. Andere Landwirtschaftsbetriebe entstanden und prägen heute die Landwirtschaft.
Die Gemeinde hat im Jahre 2017 ihre 800-Jahr-Feier begangen. In der Zeitung stand damals: „Man schrieb das Jahr 1217, als Günzel von Bartensleben durch Heirat die Vogtei Steimke und damit auch Jahrstedt an sein Geschlecht brachte.“ Der Historiker Peter Rohlach nennt die Jahreszahl für Jahrstedt nicht. Zur Hochzeit im Jahre 1217 schreibt Siegmund Wilhelm Wohlbrück: „Dies ist aber eine von vielen Erdichtungen.“

### Eingemeindungen
Bis 1807 gehörte das Dorf zum Salzwedelischen Kreis der Mark Brandenburg in der Altmark. Danach lag es ab 1807 im Kanton Brome und ab 1808 bis 1813 im Kanton Jübar auf dem Territorium des napoleonischen Königreichs Westphalen. Ab 1816 gehörte die Gemeinde zum Kreis Salzwedel, dem späteren Landkreis Salzwedel.
Am 1. April 1937 wurden die Gemeinden Jahrstedt und Germenau zu einer Gemeinde mit dem Namen Jahrstedt zusammengeschlossen. Dadurch wurde Germenau ein Wohnplatz von Jahrstedt.
Jahrstedt wurde am 15. Juni 1950 in den Landkreis Gardelegen umgegliedert. Am 25. Juli 1952 kam die Gemeinde dann zum Kreis Klötze. Nach dessen Auflösung wurde sie dem Altmarkkreis Salzwedel zugeordnet. Bereits am 1. Januar 1974 war die Gemeinde Böckwitz nach Jahrstedt eingemeindet worden.
Durch einen Gebietsänderungsvertrag beschloss der Gemeinderat der Gemeinde Jahrstedt am 12. Januar 2009, dass die Gemeinde Jahrstedt in die Stadt Klötze eingemeindet wird. Dieser Vertrag wurde vom Landkreis als unterer Kommunalaufsichtsbehörde genehmigt und trat am 1. Januar 2010 in Kraft.
Nach Eingemeindung der bisher selbstständigen Gemeinde Jahrstedt wurden Böckwitz und Jahrstedt Ortsteile der Stadt Klötze. Für die eingemeindete Gemeinde wurde die Ortschaftsverfassung nach den §§ 86 ff. der Gemeindeordnung Sachsen-Anhalt eingeführt. Die eingemeindete Gemeinde Jahrstedt und künftigen Ortsteile Jahrstedt und Böckwitz wurden zur Ortschaft der aufnehmenden Stadt Klötze. In der eingemeindeten Gemeinde und nunmehrigen Ortschaft Jahrstedt wurde ein Ortschaftsrat mit sieben Mitgliedern einschließlich Ortsbürgermeister gebildet.

### Einwohnerentwicklung

#### Gemeinde
| Jahr | Einwohner |
| ---- | --------- |
| 1734 | 109       |
| 1774 | 118       |
| 1789 | 168       |
| 1798 | 118       |
| 1801 | 121       |
| 1818 | 126       |
| 1840 | 312       |
| 1864 | 376       |
| 1971 | 400       |
| 1885 | 398       |

| Jahr | Einwohner |
| ---- | --------- |
| 1892 | [00]0439  |
| 1895 | 0448      |
| 1900 | [00]0448  |
| 1905 | 0484      |
| 1910 | [00]0491  |
| 1925 | 0494      |
| 1939 | 0828      |
| 1946 | 1042      |
| 1964 | 0719      |
| 1971 | 0706      |

| Jahr | Einwohner |
| ---- | --------- |
| 1981 | 757       |
| 1985 | [00]736   |
| 1990 | [00]724   |
| 1993 | 732       |
| 1995 | [00]728   |
| 2000 | [00]809   |
| 2002 | [00]803   |
| 2006 | [00]811   |
| 2008 | [00]795   |
| 2009 | [00]770   |

#### Ortsteil
| Jahr | Einwohner |
| ---- | --------- |
| 2017 | [00]617   |
| 2018 | [00]632   |
| 2020 | [00]614   |
| 2021 | [00]596   |
| 2022 | [0]586    |
| 2023 | [0]573    |

Quelle, wenn nicht angegeben, bis 2006:

## Religion
- Die evangelischen Christen aus Jahrstedt sind in die Kirchengemeinde Steimke eingekircht, die früher zur Pfarrei Steimke gehörte[20] und heute betreut wird vom Pfarrbereich Steimke-Kusey im Kirchenkreis Salzwedel im Bischofssprengel Magdeburg der Evangelischen Kirche in Mitteldeutschland.[21]
- Jahrstedt hatte nie eine Kirche. Ursprünglich eingekircht 1686 in Steimke, gehörte es ab 1794 mal zu Brome mal zu Altendorf im Lüneburgischen. Nachdem 1854 die Pfarrei Steimke endgültig von der Pfarrei Brome abgezweigt wurde, blieb Jahrstedt dauerhaft nach Steimke eingekircht.[7]
- Die ältesten überlieferten Kirchenbücher für Jahrstedt stammen aus dem Jahre 1706.[22]

## Politik

### Ortsbürgermeister
Seit 2024 ist André Homeyer Ortsbürgermeister der Ortschaft Jahrstedt. Er hatte das Amt bereits 2020 kommissarisch übernommen. Letzter Bürgermeister der Gemeinde war Uwe Bartels, der aus dem Amt ausschied, als er Bürgermeister der Stadt Klötze wurde. Ab dem 24. Januar 2017 war Randy Schmidt aus Jahrstedt Ortsbürgermeister. Auf ihn folgte 2019 Ronny Bratke.

### Ortschaftsrat
Bei der Ortschaftsratswahl am 9. Juni 2024 erreichte die „Unabhängige Wählergruppe Jahrstedt“ alle 7 Sitze, ein Sitz mehr als im Jahre 2019.
Gewählt wurden eine Frau und sechs Männer. Von 576 Wahlberechtigten hatten 415 ihre Stimme abgegeben, die Wahlbeteiligung betrug damit 72,05 Prozent.

### Wappen
Blasonierung: „In Gold aus grünem mit silbernem, Schwarz konturiertem Wellenbalken belegtem Schildfuß wachsenden 3 schwarze Rohrkolben mit grünen Stängeln und Blättern in einem wachsenden, schwarzen, golden gefugten Torbogen.“
Die Farben Jahrstedts sind Schwarz - Gold (Gelb).

## Vereine
- Männergesangsverein Jahrstedt-Germenau 1876 e. V.
- Turn- und Sportverein „Adler“ Jahrstedt e. V.
- Junge Gesellschaft Jahrstedt e. V. Der 1993 gegründete Verein widmet sich der Brauchtumspflege.[27]

## Kultur und Sehenswürdigkeiten
- Das Naherholungsgebiet „Kniggen“ ist ein Park im Ort.
- Der Ortsfriedhof mit einem Läutewerk liegt am südwestlichen Ende des Dorfes.
- In der Ortsmitte steht ein Denkmal für die Gefallenen des Ersten und Zweiten Weltkrieges, eine Stele mit krönendem Stahlhelm.[28]